# Walenty Herburt
Walenty Herburt herbu Herburt, łac. Valentinus Herborth, (ur. 1524, zm. 7 lipca 1572 w Bielsku Podlaskim) – biskup przemyski, prepozyt kapituły przemyskiej w 1548 roku, kanonik krakowski w 1544 roku, proboszcz w Szczebrzeszynie i Jerzmanowie, administrator diecezji przemyskiej w 1560 roku.
Syn Jana Herburta, podkomorzego przemyskiego, i Jadwigi, córki Piotra Chwala z Rozlowa, dziedzica na Pełniatyczach. 
Uczestniczył w synodzie w Warszawie w 1561 roku. Za jego posługi zostali sprowadzeni do diecezji przemyskiej O.O. Jezuici. Biskup wytoczył właścicielom Hoczwi braciom Matjaszowi III i Stanisławowie proces o zagarnięciu mienia kościelnego. Podtrzymał również klątwę biskupią Jana Dziaduskiego na właścicielu Rymanowa, kasztelanie sanockim Zbigniewie Sienieńskim (protestant) o zabór kościoła katolickiego w Króliku Polskim i uczynienie z niego zboru kalwińskiego. W roku 1564 nadaje Pawłowi i Piotrowi Dąbrowskim dożywocie na 2 młynach biskupich w Radymnie. Z przywileju tego wynika również, że w Radymnie znajdował się zamek biskupi w którym rezydował bp. Walenty Herburt. W kronikach był też jednym z proboszczów Szczebrzeszyna. Był posłem Królestwa Polskiego na soborze trydenckim w okresie obrad sejmu piotrowskiego w roku 1562 Był członkiem komisji do rewizji królewszczyzn na sejmie 1566 roku. W roku 1572 wraz z nuncjuszem papieskim Commendonem udał się z poselstwem do króla na Podlasie celem zawarcie przymierza przeciwko Turkom. Zmarł w Bielsku Podlaskim. Pochowany został 27 sierpnia 1572 w Felsztynie pod kaplicą św. Anny. 
Rodzeństwo Walentego Herburta :
- Jan Herburt – kasztelan sanocki,
- Stanisław Herburt (<1524–1584) – kasztelan lwowski,
- Mikołaj Herburt (zm. 1593) – kasztelan przemyski,
- Barbara – żona Piotra Kmity
- Marcin